# Leichtathletik-Weltmeisterschaften 2003
| Medaillenspiegel (Endstand nach 46 Entscheidungen) | Medaillenspiegel (Endstand nach 46 Entscheidungen) | Medaillenspiegel (Endstand nach 46 Entscheidungen) | Medaillenspiegel (Endstand nach 46 Entscheidungen) | Medaillenspiegel (Endstand nach 46 Entscheidungen) | Medaillenspiegel (Endstand nach 46 Entscheidungen) |
| Platz                                              | Land                                               | G                                                  | S                                                  | B                                                  | Gesamt                                             |
| -------------------------------------------------- | -------------------------------------------------- | -------------------------------------------------- | -------------------------------------------------- | -------------------------------------------------- | -------------------------------------------------- |
| 1                                                  | USA                                                | 8                                                  | 7                                                  | 1                                                  | 16                                                 |
| 2                                                  | Russland                                           | 7                                                  | 7                                                  | 5                                                  | 19                                                 |
| 3                                                  | Frankreich                                         | 3                                                  | 3                                                  | 2                                                  | 8                                                  |
| 4                                                  | Äthiopien                                          | 3                                                  | 2                                                  | 2                                                  | 7                                                  |
| 5                                                  | Belarus                                            | 3                                                  | 1                                                  | 3                                                  | 7                                                  |
| 6                                                  | Schweden                                           | 2                                                  | 1                                                  | 2                                                  | 5                                                  |
| 7                                                  | Kenia                                              | 2                                                  | 1                                                  | 1                                                  | 4                                                  |
| 7                                                  | Südafrika                                          | 2                                                  | 1                                                  | 1                                                  | 4                                                  |
| 9                                                  | Marokko                                            | 2                                                  | 1                                                  | –                                                  | 3                                                  |
| 10                                                 | Griechenland                                       | 1                                                  | 1                                                  | 3                                                  | 5                                                  |
| Vollständiger Medaillenspiegel                     |                                                    |                                                    |                                                    |                                                    |                                                    |

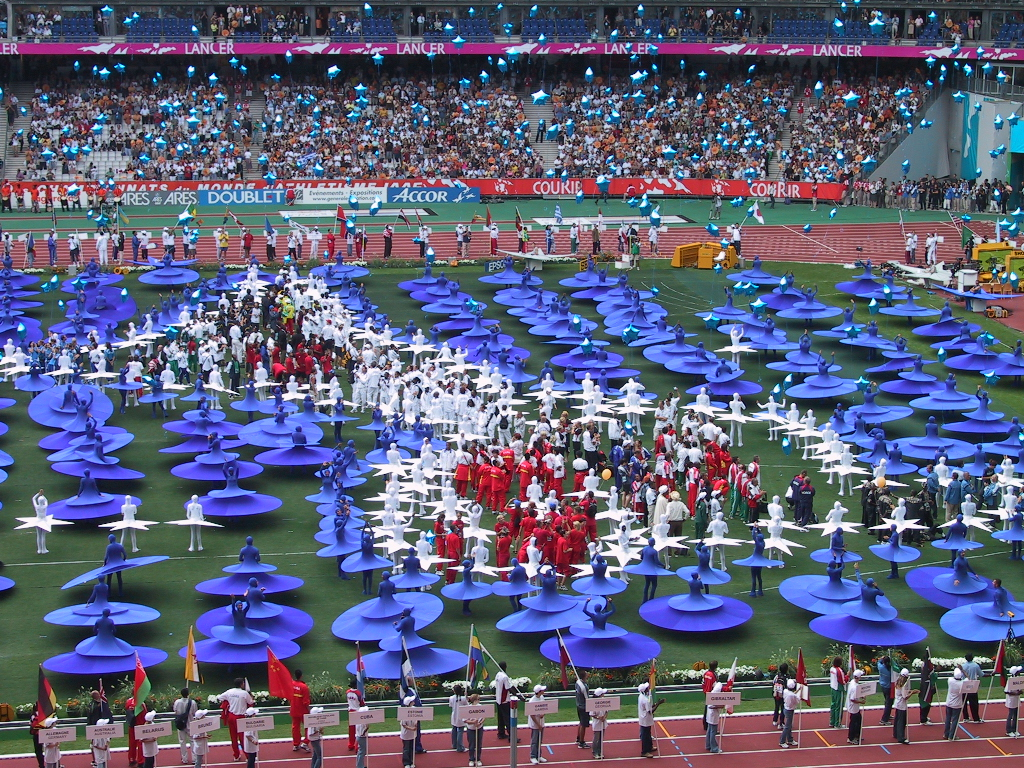
Eröffnungsfeier

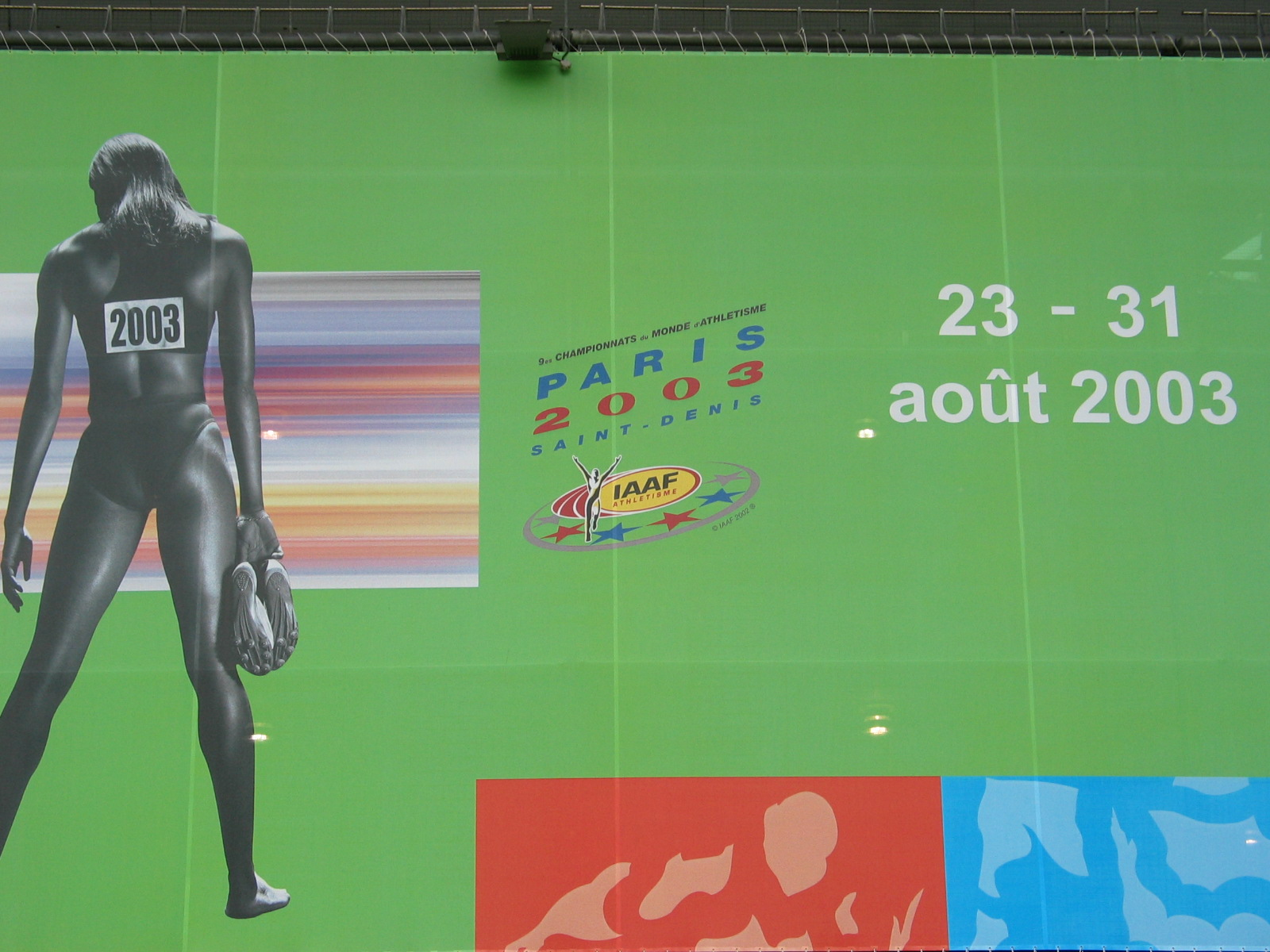
Offizielles Werbeplakat der Leichtathletik-Weltmeisterschaften 2003

Die 9. Leichtathletik-Weltmeisterschaften (offiziell: 9th IAAF World Championships in Athletics Paris 2003) fanden vom 23. bis 31. August 2003 in der französischen Stadt Saint-Denis statt.

## Überblick
Abgesehen von den Straßenwettbewerben wurden die Wettkämpfe im größten und modernsten Stadion Frankreichs, dem Stade de France ausgetragen, in dem fünf Jahre zuvor das Finale der Fußball-Weltmeisterschaft 1998 stattgefunden hatte.
Die beiden Marathonläufe am Schlusswochenende sowie die drei Gehwettbewerbe wurden in der Innenstadt entlang der Avenue des Champs-Élysées ausgetragen. Es war jeweils ein Rundkurs mehrfach zu absolvieren, das Ziel am befand sich abschließend jeweils im Stade de France.
Insgesamt nahmen an den neunten Welttitelkämpfen 1679 Athleten aus 197 Ländern teil. Die Weltmeisterschaften von Paris stellten für viele Beteiligte auch eine Standortbestimmung dar für die Olympischen Spiele 2004 in Athen.

## Wettbewerbe
Das Wettbewerbsprogramm blieb wie schon bei den letzten Weltmeisterschaften unverändert.
Für die Frauen gab es noch ein paar wenige Defizite im Vergleich zu den Männer-Wettbewerben.
- Bereich Lauf: Es fehlte noch der 3000-Meter-Hindernislauf, der 2005 ins Frauen-WM-Programm aufgenommen wurde.
- Bereich Gehen: Es fehlte das 50-km-Gehen, das 2017 ins Frauen-WM-Programm kam.

## Sportliche Leistungen
Die neunte Austragung der Leichtathletik-Weltmeisterschaften war wie die Veranstaltungen zuvor von einem hohen Leistungsniveau geprägt.
- Besondere Höhepunkte waren zwei Weltrekorde:
  - 20-km-Gehen Männer – 1:17:21 h: Jefferson Pérez (Ecuador)
  - 50-km-Gehen Männer – 3:36:03 h: Robert Korzeniowski (Polen)
- In acht Disziplinen gab es neun neue Weltjahresbestleistungen:
  - 400 Meter Hürden Männer – 47,25 s: Félix Sánchez (Kuba), Finale
  - 400 Meter Frauen – 48,89 s: Ana Guevara (Mexiko), Finale
  - 4-mal 100 Meter Frauen – 41,78 s: Frankreich (Patricia Girard, Muriel Hurtis, Sylviane Félix, Christine Arron), Finale
  - 4-mal 400 Meter Frauen – 3:24,57 min: USA (Me’Lisa Barber, DeeDee Trotter, Sanya Richards, Jearl Miles Clark), Vorlauf
  - 4-mal 400 Meter Frauen – 3:22,63 min: USA (Me’Lisa Barber, Demetria Washington, Jearl Miles Clark, Sanya Richards), Finale
  - 20-km-Gehen Frauen – 1:26,52 h: Jelena Nikolajewa (Russland)
  - Hochsprung Frauen – 2,06 m: Hestrie Cloete (Südafrika), Finale
  - Speerwurf Frauen – 66,52 m: Mirela Maniani (Griechenland), Finale
  - Siebenkampf Frauen – 7001 P: Carolina Klüft (Schweden)
- Es wurden vier Kontinentalrekorde in vier Disziplinen neu aufgestellt:
  - 10.000 Meter Männer – 27:18,28 min (Asienrekord): Ahmad Hassan Abdullah (Katar), Finale
  - 10.000 Meter Frauen – 30:37,68 min (Ozeanienrekord): Benita Johnson (Australien), Finale
  - Dreisprung Frauen – 15,06 m (Afrikarekord): Françoise Mbango Etone (Kamerun), Finale
  - 20-km-Gehen Frauen – 1:33:42 min (Südamerikarekord): Geovana Irusta (Bolivien), Finale
- Es gab neun Weltmeisterschaftsrekorde in neun Disziplinen.
- Außerdem waren in 27 Disziplinen 58 Landesrekorde zu verzeichnen.

## Erfolgreichste Sportler
- Ein Athlet errang zwei Goldmedaillen:
  - John Capel, (USA) – 200 Meter, 4-mal 100 Meter
- Folgende Weltmeister waren bereits bei vorangegangenen Weltmeisterschaften siegreich:
  - Allen Johnson, (USA) – 110 Meter Hürden: vierter Sieg nach 1995, 1997 und 2001
  - Hicham El Guerrouj, (Marokko) – 1500 Meter: dritter Sieg in Folge
  - Maria de Lurdes Mutola, (Mosambik) – 800 Meter: dritter Sieg nach 1993 und 2001
  - Robert Korzeniowski, (Polen) – 50-km-Gehen, dritter Sieg nach 1997 und 2001
  - Félix Sánchez, (Kuba) – 400 Meter Hürden: zweiter Sieg in Folge
  - Hestrie Cloete, (Südafrika) – Hochsprung: zweiter Sieg in Folge
  - Tatjana Lebedewa, (Russland) – Dreisprung: zweiter Sieg in Folge
  - Yipsi Moreno, (Kuba) – Hammerwurf: zweiter Sieg in Folge
  - Mirela Manjani, (Griechenland) – Speerwurf: zweiter Sieg nach 1999
  - Eunice Barber, (Frankreich) – Sieg im Weitsprung nach ihrem Sieg im Siebenkampf 1999

## Doping
Auch bei diesen Weltmeisterschaften gab es wieder zahlreiche Aberkennungen von zunächst erzielten Resultaten, weil sich im Nachhinein herausstellte, dass die betreffenden Sportler gegen die Dopingregeln verstoßen hatten. Betroffen waren elf Sportler in insgesamt fünfzehn Disziplinen.
Die betroffenen Athleten gehörten folgenden Nationen an:

USA: 8/Frankreich: 1/Großbritannien: 1/Ukraine: 1
Im Einzelnen handelte es sich um folgende Sportler:
- Dwain Chambers, Großbritannien – 100-Meter-Lauf, zunächst Vierter/4-mal-100-Meter-Staffel, zunächst Platz zwei. Er wurde positiv auf Tetrahydrogestrinon (THG) getestet und mit einer zweijährigen Sperre belegt. Seine Resultate von diesen Weltmeisterschaften wurden ihm aberkannt. Im Jahr 2010 legte Dwain Chambers ein Geständnis dazu ab.[1]
- Tim Montgomery, USA –100-Meter-Lauf, zunächst Fünfter. Im Jahr 2008 gestand der mehrfache Medaillengewinner, Weltmeister und Olympiasieger aus dem Gefängnis heraus, wo er sich wegen Scheckbetrugs und Geldwäsche befand, die langjährige Einnahme verbotener Substanzen wie Testosteron und Wachstumshormonen (Somatropin). Seine davon betroffenen Resultate wurden allesamt annulliert.[2]
- Jerome Young, USA – 400-Meter-Lauf/4-mal-400-Meter-Staffel, jeweils zunächst auf Rang eins. Er wurde als Mehrfachtäter im Jahr 2004 lebenslang gesperrt. Er war unter anderem positiv auf die verbotenen Mittel Erythropoetin (EPO) und Nandrolon getestet worden.[3]
- Calvin Harrison, USA – 400-Meter-Lauf, zunächst Sechster/4-mal-400-Meter-Staffel, zunächst Platz eins. Er wurde bei den US-Meisterschaften 2003 positiv auf Modafinil getestet und hätte bei diesen Weltmeisterschaften nicht starten dürfen. Weil es sich um ein Zweitvergehen handelte, gab es neben der Aberkennung seiner Resultate eine zweijährige Sperre für ihn.[4]
- Fouad Chouki, Frankreich – 1500-Meter-Lauf, zunächst Achter. Ihm wurde Dopingmissbrauch mittels EPO nachgewiesen. Dabei hatte er noch versucht, seinen nach dem Wettbewerb durchgeführten Dopingtest hinauszuzögern.[5]
- Chris Phillips, USA – 110-Meter-Hürdenlauf, zunächst Fünfter. In seiner Dopingprobe wurde Modafinil gefunden, was die Annullierung seines Resultats zur Folge hatte.[6]
- Kevin Toth, USA – Kugelstoßen, zunächst Vierter. Ihm wurde Dopingmissbrauch mittels Tetrahydrogestrinon und Modafinil nachgewiesen, er wurde disqualifiziert.[7]
- Kelli White, USA – 100-/200-Meter-Lauf, jeweils Rang eins. Bei einer Anhörung vor der Welt-Anti-Doping-Agentur (WADA) im Jahr 2005 gab sie zu, mit Modafinil, THG und EPO gedopt zu haben. Dies sei allerdings nicht wissentlich geschehen. Sie habe lediglich zugestimmt, verschiedene Mittel auf ihre Wirksamkeit hin bei ihr zu testen. Auf Nebenwirkungen sei sie nicht aufmerksam gemacht worden. Ihre beiden Goldmedaillen musste sie zurückgeben.[8]
- Schanna Block, Ukraine – 100-Meter-Lauf, zunächst Dritte/200-Meter-Lauf, zunächst Fünfte. Ihr wurden – allerdings erst im Jahr 2015 – für die Jahre 2002 und 2003 Verstöße gegen die Doping-Regularien nachgewiesen. Ihre Resultate aus diesem Zeitraum wurden annulliert. Außerdem wurde sie mit einer zweijährigen Sperre belegt. Diese hatte jedoch nur symbolischen Wert, denn zu dem Zeitpunkt, zu dem die Sperre verhängt wurde, hatte Schanna Block ihre aktive Laufbahn längst beendet.[9]
- Regina Jacobs, USA – 1500-Meter-Lauf, im Halbfinale ausgeschieden. Auch sie wurde positiv auf das verbotene Mittel THG getestet und folgerichtig disqualifiziert.[10]
- Melissa Price, USA – Hammerwurf, zunächst Zwölfte. Sie wurde wie einige ihrer Teamkollegen auch positiv auf THG getestet und disqualifiziert. Außerdem wurde sie mit einer Sperre von zwei Jahren belegt.[11]

In den Jahren nach den Weltmeisterschaften wurde immer deutlicher, welcher Dopingsumpf die Leichtathletik erreicht hatte und wie weit die Machenschaften gingen. Zahlreiche Presseveröffentlichungen beschäftigten sich mit diesem immer dringlicher werdenden Thema.

## Resultate Männer

### 100 m
| Platz | Athlet           | Land | Zeit (s) |
| 1     | Kim Collins      | SKN  | 10,07    |
| 2     | Darrel Brown     | TTO  | 10,08    |
| 3     | Darren Campbell  | GBR  | 10,08    |
| 4     | Bernard Williams | USA  | 10,13    |
| 5     | Deji Aliu        | NGR  | 10,21    |
| 6     | Uchenna Emedolu  | NGR  | 10,22    |
| DOP   | Tim Montgomery   | USA  |          |
| DOP   | Dwain Chambers   | GBR  |          |

Finale: 25. August, 22:10 Uhr
Wind: ±0,0 m/s
Hier gab es zwei Dopingfälle:

- Der zunächst viertplatzierte Brite Dwain Chambers wurde positiv auf Tetrahydrogestrinon (THG) getestet und mit einer zweijährigen Sperre belegt. Seine Resultate von diesen Weltmeisterschaften wurden ihm aberkannt. Im Jahr 2010 legte Dwain Chambers ein Geständnis dazu ab. Davon betroffen war auch sein zweiter Platz mit der britischen 4-mal-100-Meter-Staffel.[1]
- Dem US-Amerikaner Tim Montgomery wurde sein fünfter Platz wegen Verstoßes gegen die Dopingregeln aberkannt. Er legte im Jahr 2008 aus dem Gefängnis heraus ein Geständnis dazu ab.[2]

### 200 m

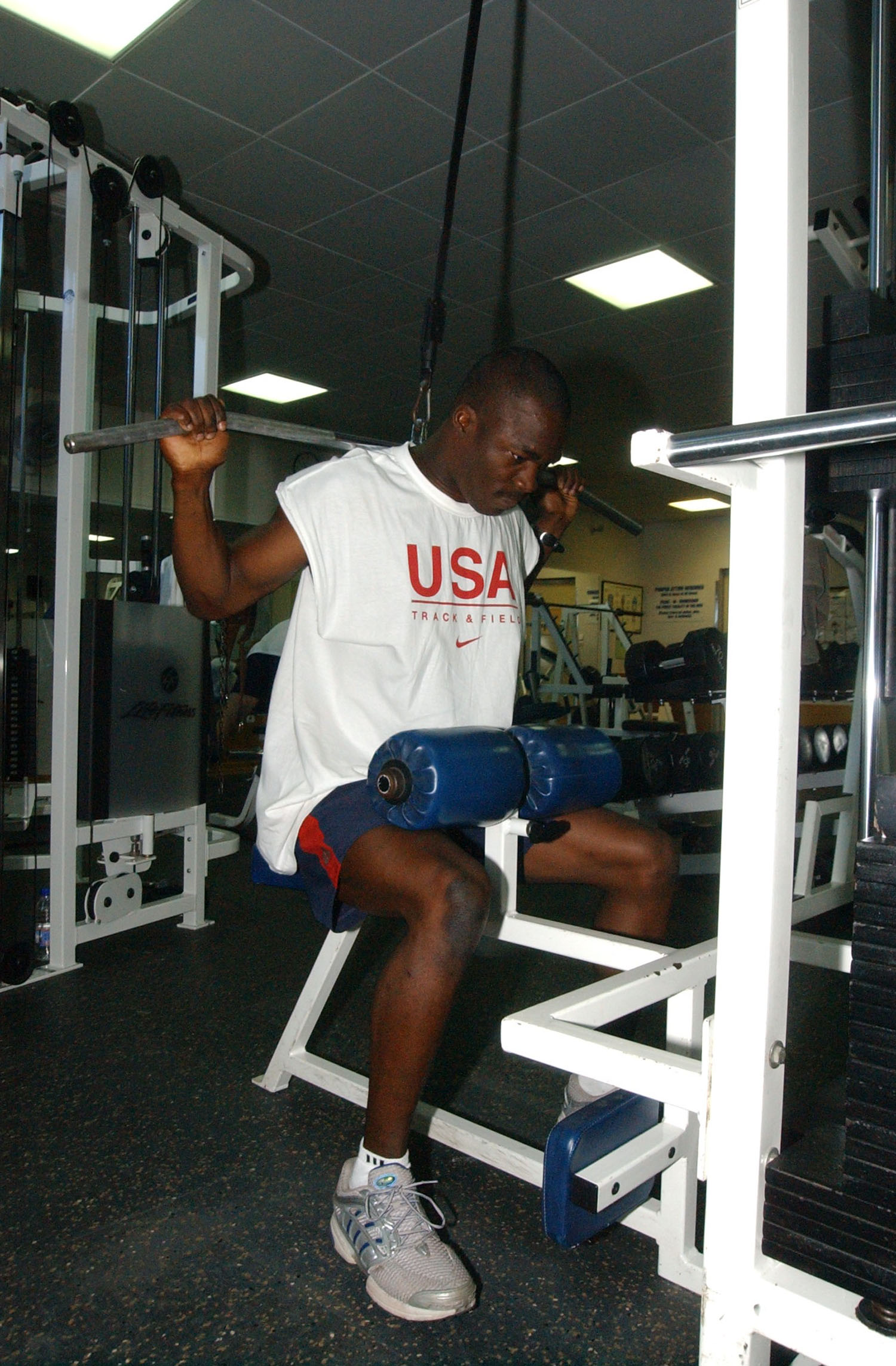
Der 200-Meter-Weltmeister John Capel war der einzige Athlet mit zwei Goldmedaillen bei diesen Weltmeisterschaften

| Platz | Athlet            | Land | Zeit (s) |
| 1     | John Capel        | USA  | 20,30    |
| 2     | Darvis Patton     | USA  | 20,31    |
| 3     | Shingo Suetsugu   | JPN  | 20,38    |
| 4     | Darren Campbell   | GBR  | 20,39    |
| 5     | Stéphan Buckland  | MRI  | 20,41    |
| 6     | Joshua J. Johnson | USA  | 20,47    |
| 7     | Frank Fredericks  | NAM  | 20,47    |
| 8     | Uchenna Emedolu   | NGR  | 20,62    |

Finale: 29. August, 21:00 Uhr
Wind: +0,1 m/s

### 400 m
| Platz | Athlet            | Land | Zeit (s) |
| 1     | Tyree Washington  | USA  | 44,77    |
| 2     | Marc Raquil       | FRA  | 44,79 NR |
| 3     | Michael Blackwood | JAM  | 44,80    |
| 4     | Leslie Djhone     | FRA  | 44,83    |
| 5     | Éric Milazar      | MRI  | 45,17    |
| 6     | Alleyne Francique | GRN  | 45,48    |
| DOP   | Jerome Young      | USA  |          |
| DOP   | Calvin Harrison   | USA  |          |

Finale: 26. August, 21:50 Uhr
Der Wettbewerb war von zwei Dopingfällen überschattet:
- Der US-Amerikaner Jerome Young, der zunächst als Sieger geehrt worden war, wurde als Mehrfachtäter im Jahr 2004 lebenslang gesperrt. Er war unter anderem positiv auf die verbotenen Mittel Erythropoetin (EPO) und Nandrolon getestet worden.[3]
- Youngs zunächst sechstplatzierter Landsmann Calvin Harrison wurde bei den US-Meisterschaften 2003 positiv auf Modafinil getestet und hätte bei diesen Weltmeisterschaften nicht starten dürfen. Weil es sich um ein Zweitvergehen handelte, gab es neben der Aberkennung seiner Resultate eine zweijährige Sperre für ihn.[4]

Betroffen von der Disqualifikation der beiden Athleten war auch die US-amerikanische 4-mal-400-Meter-Staffel. Sowohl Young als auch Harrison waren dort eingesetzt worden.

### 800 m
| Platz | Athlet             | Land | Zeit (min) |
| 1     | Djabir Saïd-Guerni | ALG  | 1:44,81    |
| 2     | Juri Borsakowski   | RUS  | 1:44,84    |
| 3     | Mbulaeni Mulaudzi  | RSA  | 1:44,90    |
| 4     | Wilson Kipketer    | DEN  | 1:45,23    |
| 5     | Andrea Longo       | ITA  | 1:45,43    |
| 6     | Justus Koech       | KEN  | 1:45,63    |
| 7     | Hezekiél Sepeng    | RSA  | 1:45,74    |
| 8     | Osmar dos Santos   | BRA  | 1:46,28    |

Finale: 31. August, 17:30 Uhr

### 1500 m
| Platz | Athlet                 | Land | Zeit (min) |
| 1     | Hicham El Guerrouj     | MAR  | 3:31,77    |
| 2     | Mehdi Baala            | FRA  | 3:32,31    |
| 3     | Iwan Heschko           | UKR  | 3:33,17    |
| 4     | Paul Korir             | KEN  | 3:33,47    |
| 5     | Rui Silva              | POR  | 3:33,68    |
| 6     | Reyes Estévez          | ESP  | 3:33,84    |
| 7     | Gert-Jan Liefers       | NED  | 3:33,99    |
| 8     | Wjatscheslaw Schabunin | RUS  | 3:34,37    |

Finale: 27. August, 21:00 Uhr
Doping:

Der zunächst achtplatzierte Franzose Fouad Chouki wurde wegen Dopingvergehens mittels Erythropoetin (EPO) disqualifiziert.

### 5000 m

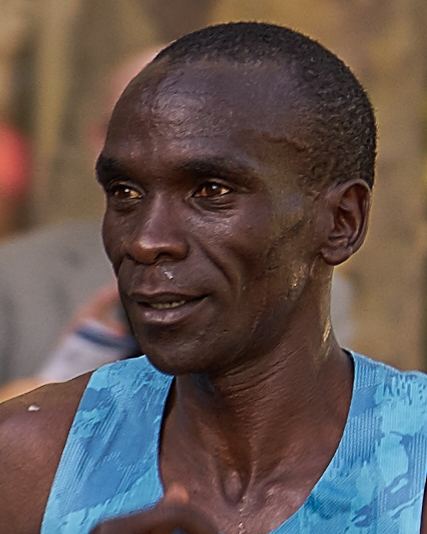
Weltmeister Eliud Kipchoge mit seinem ersten ganz großen Erfolg

| Platz | Athlet                    | Land | Zeit (min)  |
| 1     | Eliud Kipchoge            | KEN  | 12:52,79 CR |
| 2     | Hicham El Guerrouj        | MAR  | 12:52,83    |
| 3     | Kenenisa Bekele           | ETH  | 12:53,12    |
| 4     | John Kemboi Kibowen       | KEN  | 12:54,07    |
| 5     | Abraham Chebii            | KEN  | 12:57,74    |
| 6     | Gebregziabher Gebremariam | ETH  | 12:58,08    |
| 7     | Richard Limo              | KEN  | 13:01,13    |
| 8     | Zersenay Tadese           | ERI  | 13:05,57 NR |

Finale: 31. August, 18:40 Uhr

### 10.000 m
| Platz | Athlet                 | Land | Zeit (min)  |
| 1     | Kenenisa Bekele        | ETH  | 26:49,57 CR |
| 2     | Haile Gebrselassie     | ETH  | 26:50,77    |
| 3     | Sileshi Sihine         | ETH  | 27:01,44    |
| 4     | Ahmad Hassan Abdullah  | QAT  | 27:18,28 AS |
| 5     | John Cheruiyot Korir   | KEN  | 27:19,94    |
| 6     | Wilberforce Talel      | KEN  | 27:33,60    |
| 7     | Charles Waweru Kamathi | KEN  | 27:45,05    |
| 8     | Kamiel Maase           | NED  | 27:45,46    |

Datum: 24. August, 19:00 Uhr

### Marathon

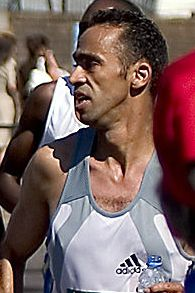
Jaouad Gharib stellte bei seinem Titelgewinn einen neuen WM-Rekord auf

| Platz | Athlet                | Land | Zeit (h)   |
| 1     | Jaouad Gharib         | MAR  | 2:08:31 CR |
| 2     | Julio Rey             | ESP  | 2:08:38    |
| 3     | Stefano Baldini       | ITA  | 2:09:14    |
| 4     | Alberto Chaíça        | POR  | 2:09:25    |
| 5     | Shigeru Aburaya       | JPN  | 2:09:26    |
| 6     | Daniele Caimmi        | ITA  | 2:09:29    |
| 7     | Ian Syster            | RSA  | 2:10:17    |
| 8     | Michael Kosgey Rotich | KEN  | 2:10:35    |

Datum: 30. August, 14:20 Uhr

#### Marathon-Cup
| Platz | Land       | Athleten                                         | Zeit (h) |
| ----- | ---------- | ------------------------------------------------ | -------- |
| 1     | Japan      | Shigeru Aburaya Atsushi Satō Tsuyoshi Ogata      | 6:30:43  |
| 2     | Italien    | Stefano Baldini Daniele Caimmi Alberico di Cecco | 6:32:19  |
| 3     | Südafrika  | Ian Syster Hendrick Ramaala Gert Thys            | 6:35:54  |
| 4     | Marokko    | Jaouad Gharib Rachid Ghanmouni Khalid Skah       | 6:36:01  |
| 5     | Spanien    | Julio Rey José Manuel Martínez Alberto Juzdado   | 6:38:43  |
| 6     | Äthiopien  | Ambesse Tolosa Ashebir Demissie Dawit Terefa     | 6:44:44  |
| 7     | Australien | Lee Troop Andrew Letherby Roderic de Highden     | 6:44:54  |
| 8     | Südkorea   | Lee Bong-ju Lee Myong-seun Ji Young-joon         | 6:47:45  |

Datum: 30. August, 14:20 Uhr
Im Marathonlauf gab es zusätzlich auch eine Teamwertung. Es waren fünf Läufer je Nation zugelassen, für die Wertung wurden die Zeiten der jeweils besten drei addiert. Der Wettbewerb zählte allerdings nicht zum offiziellen Medaillenspiegel.

### 110 m Hürden
| Platz | Athlet                | Land | Zeit (s) |
| 1     | Allen Johnson         | USA  | 13,12    |
| 2     | Terrence Trammell     | USA  | 13,20    |
| 3     | Liu Xiang             | CHN  | 13,23    |
| 4     | Larry Wade            | USA  | 13,34    |
| 5     | Márcio Simão de Souza | BRA  | 13,48    |
| 6     | Shi Dongpeng          | CHN  | 13,53    |
| 7     | Yoel Hernández        | CUB  | 13,57    |
| DOP   | Chris Phillips        | USA  |          |

Finale: 30. August, 18:00 Uhr
Wind: +0,3 m/s
Doping:

Der zunächst fünftplatzierte US-Amerikaner Chris Phillips wurde nach dem Fund von Modafinil in seiner Dopingprobe disqualifiziert.

### 400 m Hürden

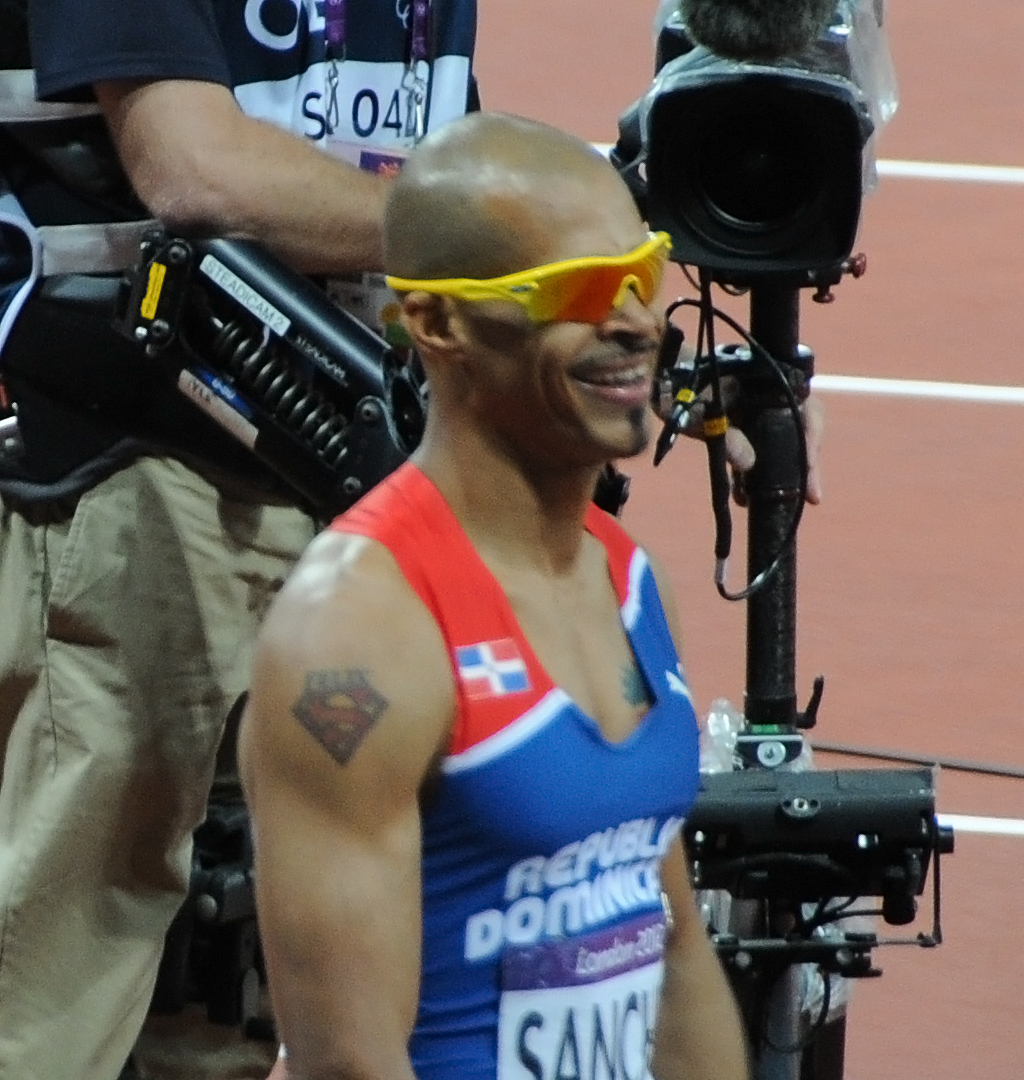
Mit Félix Sánchez siegte der dominierende 400-Meter-Hürdenläufer jener Jahre

| Platz | Athlet                | Land | Zeit (s) |
| 1     | Félix Sánchez         | DOM  | 47,25 WL |
| 2     | Joey Woody            | USA  | 48,18    |
| 3     | Periklis Iakovakis    | GRE  | 48,24    |
| 4     | Danny McFarlane       | JAM  | 48,30    |
| 5     | Kemel Thompson        | JAM  | 48,51    |
| 6     | Christopher Rawlinson | GBR  | 48,90    |
| 7     | Mubarak al-Nubi       | QAT  | 52,64    |
| 8     | Llewellyn Herbert     | RSA  | 72,10    |

Finale: 29. August, 22:05 Uhr

### 3000 m Hindernis
| Platz | Athlet              | Land | Zeit (min) |
| 1     | Saif Saaeed Shaheen | QAT  | 8:04,39    |
| 2     | Ezekiel Kemboi      | KEN  | 8:05,11    |
| 3     | Eliseo Martín       | ESP  | 8:09,09    |
| 4     | Bouabdellah Tahri   | FRA  | 8:10,65    |
| 5     | Abraham Cherono     | KEN  | 8:13,37    |
| 6     | Luis Miguel Martín  | ESP  | 8:13,52    |
| 7     | Simon Vroemen       | NED  | 8:13,71    |
| 8     | José Luis Blanco    | ESP  | 8:17,16    |

Finale: 26. August, 21:30 Uhr

### 4 × 100 m Staffel
| Platz | Land           | Athleten | Zeit (s) |
| 1     | USA            | John Capel Bernard Williams Darvis Patton Joshua J. Johnson                                                                                   | 38,06    |
| 2     | Brasilien      | Vicente de Lima Édson Ribeiro André da Silva Cláudio Roberto Souza                                                                            | 38,26    |
| 3     | Niederlande    | Timothy Beck Troy Douglas Patrick van Balkom Caimin Douglas (Finale/Halbfinale) im Vorlauf außerdem: Guus Hoogmoed                            | 38,87    |
| 4     | Nigeria        | Olusoji Fasuba Uchenna Emedolu (Finale/Halbfinale) Musa Deji Deji Aliu im Vorlauf außerdem: Tamunosiki Atorudibo                              | 38,89    |
| 5     | Polen          | Piotr Balcerzak (Finale) Łukasz Chyła Marcin Nowak Marcin Urbaś (Finale) im Halbfinale/Vorlauf außerdem: Marcin Krzywański Marcin Jędrusiński | 38,96    |
| 6     | Japan          | Hiroyasu Tsuchie Hisashi Miyazaki Ryo Matsuda Nobuharu Asahara                                                                                | 39,05    |
| DNF   | Jamaika        | Ricardo Williams Dwight Thomas Michael Frater Asafa Powell (Finale/Halbfinale) im Vorlauf außerdem: Julien Dunkley                            |          |
| DOP   | Großbritannien | Christian Malcolm Darren Campbell (Finale/Halbfinale) Marlon Devonish Dwain Chambers im Vorlauf außerdem: Mark Lewis-Francis                  |          |

Finale: 31. August, 17:50 Uhr
Doping:

Die zunächst zweitplatzierte britische Staffel wurde wegen eines positiven Tests auf Tetrahydrogestrinon (THG) ihres Schlussläufers Dwain Chambers nachträglich disqualifiziert. Chambers wurde außerdem für zwei Jahre gesperrt. Im Jahr 2010 legte er ein Geständnis dazu ab.

### 4 × 400 m Staffel
| Platz | Land           | Athleten | Zeit (min) |
| 1     | Frankreich     | Leslie Djhone (Finale) Naman Keïta Stéphane Diagana Marc Raquil im Vorlauf außerdem: Ahmed Douhou                                        | 2:58,96 NR |
| 2     | Jamaika        | Brandon Simpson Danny McFarlane (Finale) Davian Clarke Michael Blackwood (Finale) im Vorlauf außerdem: Michael Campbell Lanceford Spence | 2:59,60    |
| 3     | Bahamas        | Avard Moncur Dennis Darling (Finale) Nathaniel McKinney Chris Brown im Vorlauf außerdem: Carl Oliver                                     | 3:00,53    |
| 4     | Großbritannien | Ian Mackie Sean Baldock Christopher Rawlinson (Finale) Daniel Caines im Vorlauf außerdem: Timothy Benjamin                               | 3:01,00    |
| 5     | Spanien        | Eduardo Rodríguez David Canal Salvador Rodríguez Antonio Manuel Reina                                                                    | 3:02,50    |
| 6     | Griechenland   | Stilianos Dimotsios Anastasios Gousis Panayiotis Sarris Periklis Iakovakis                                                               | 3:02,56    |
| 7     | Japan          | Yuki Yamaguchi Takahiko Yamamura Kenji Tabata (Finale) Mitsuhiro Sato im Vorlauf außerdem: Jun Osakada                                   | 3:03,15    |
| DOP   | USA            | Calvin Harrison Tyree Washington (Finale) Derrick Brew Jerome Young (Finale) im Vorlauf außerdem: Mitch Potter Adam Steele               |            |

Finale: 31. August, 19:35 Uhr
Doping:

Das Finale hatte ursprünglich die US-Staffel gewonnen. Die Goldmedaille wurde ihr aberkannt, nachdem Jerome Young und Calvin Harrison wegen Dopingvergehens disqualifiziert und gesperrt worden waren.

### 20 km Gehen

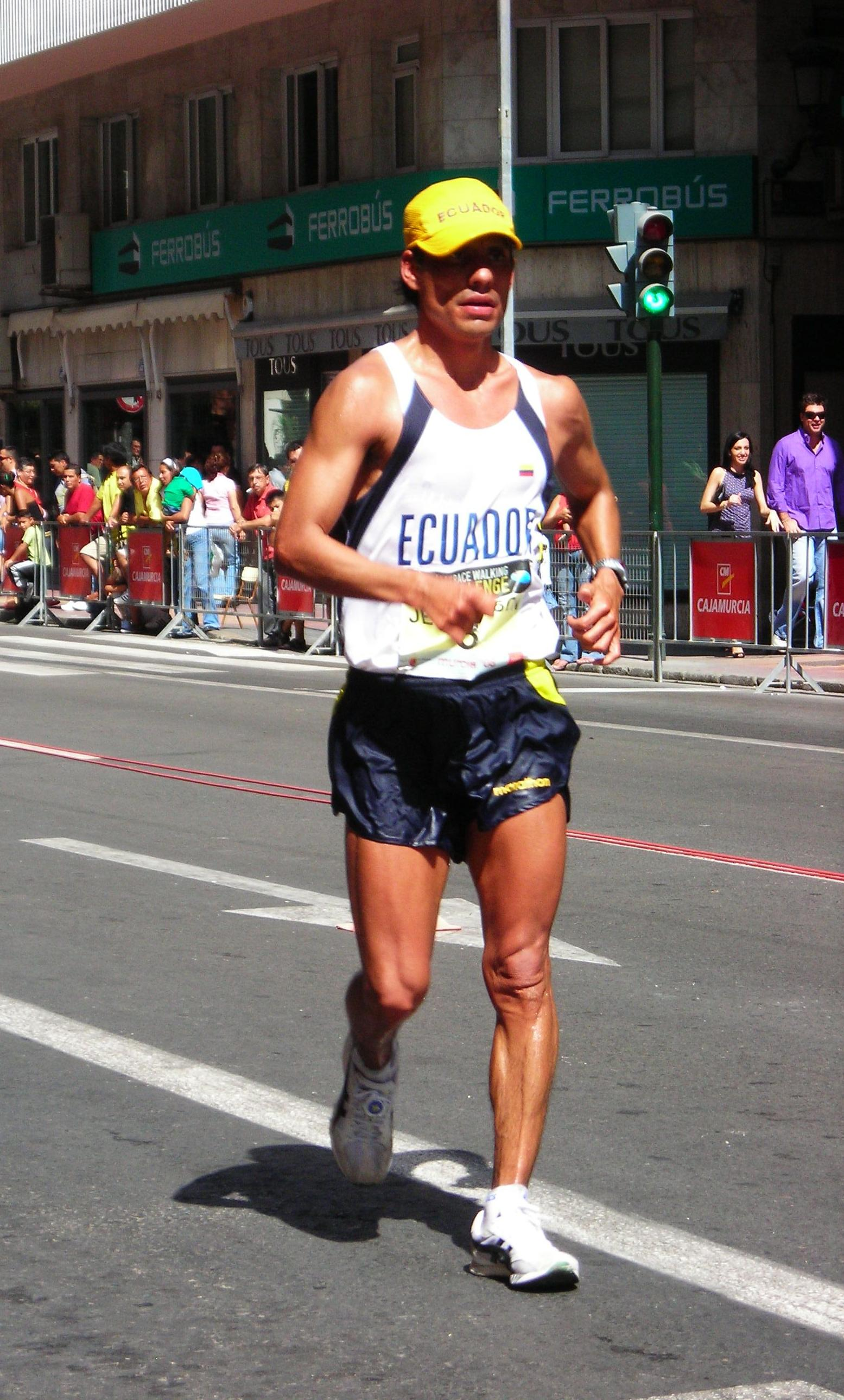
Sieg mit Weltrekord für Jefferson Pérez

| Platz | Athlet                     | Land | Zeit (h)   |
| 1     | Jefferson Pérez            | ECU  | 1:17:21 WR |
| 2     | Francisco Javier Fernández | ESP  | 1:18:00    |
| 3     | Roman Rasskasow            | RUS  | 1:18:07    |
| 4     | Noé Hernández              | MEX  | 1:18:14    |
| 5     | Luke Adams                 | AUS  | 1:19:35    |
| 6     | Iwan Trozki                | BLR  | 1:19:40    |
| 7     | David Márquez              | ESP  | 1:19:46    |
| 8     | Ilja Markow                | RUS  | 1:20:14    |

Datum: 23. August, 08:30 Uhr

### 50 km Gehen
| Platz | Athlet              | Land | Zeit (h)   |
| 1     | Robert Korzeniowski | POL  | 3:36:03 WR |
| 2     | German Skurygin     | RUS  | 3:36:42 NR |
| 3     | Andreas Erm         | GER  | 3:37:46 DR |
| 4     | Alexei Wojewodin    | RUS  | 3:38:01    |
| 5     | Denis Nischegorodow | RUS  | 3:38:23    |
| 6     | Jesús Ángel García  | ESP  | 3:43:56    |
| 7     | Roman Magdziarczyk  | POL  | 3:44:53    |
| 8     | Trond Nymark        | NOR  | 3:46:14    |

Datum: 27. August, 07:50 Uhr

### Hochsprung
| Platz | Athlet             | Land | Höhe (m) |
| 1     | Jacques Freitag    | RSA  | 2,35     |
| 2     | Stefan Holm        | SWE  | 2,32     |
| 3     | Mark Boswell       | CAN  | 2,32     |
| 4     | Michail Zwetkow    | RUS  | 2,29     |
| 5     | Germaine Mason     | JAM  | 2,29     |
| 6     | Grzegorz Sposób    | POL  | 2,29     |
| 7     | Jamie Nieto        | USA  | 2,29     |
| 8     | Andrij Sokolowskyj | UKR  | 2,29     |

Finale: 25. August, 19:00 Uhr

### Stabhochsprung

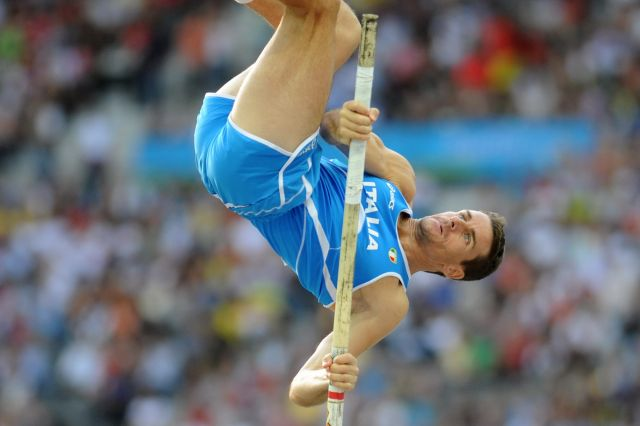
Giuseppe Gibilisco – Stabhochsprung-Weltmeister mit neuem italienischen Rekord

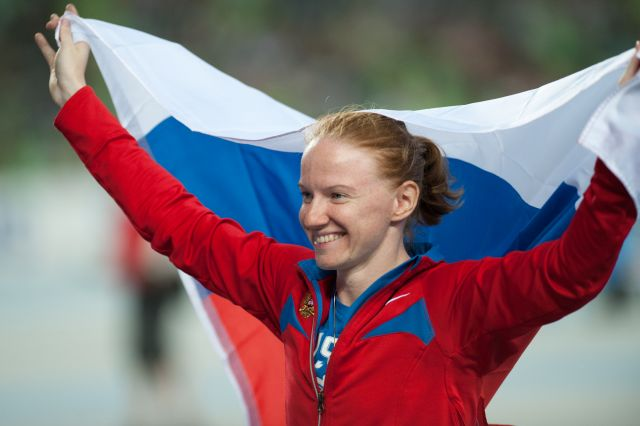
Erfolgsjahre für Swetlana Feofanowa: 2001 Vizeweltmeisterin, 2002 Europameisterin, 2003 Weltmeisterin

| Platz | Athlet              | Land | Höhe (m) |
| 1     | Giuseppe Gibilisco  | ITA  | 5,90 NR  |
| 2     | Okkert Brits        | RSA  | 5,85     |
| 3     | Patrik Kristiansson | SWE  | 5,85     |
| 4     | Dmitri Markov       | AUS  | 5,85     |
| 5     | Tim Lobinger        | GER  | 5,80     |
| 6     | Denys Jurtschenko   | UKR  | 5,70     |
| 6     | Timothy Mack        | USA  | 5,70     |
| 6     | Derek Miles         | USA  | 5,70     |

Finale: 28. August, 18:30 Uhr

### Weitsprung
| Platz | Athlet            | Land | Weite (m) |
| 1     | Dwight Phillips   | USA  | 8,32      |
| 2     | James Beckford    | JAM  | 8,28      |
| 3     | Yago Lamela       | ESP  | 8,22      |
| 4     | Ignisious Gaisah  | GHA  | 8,13      |
| 5     | Hussein al-Sabee  | KSA  | 8,10      |
| 6     | Wolodymyr Sjuskow | UKR  | 8,08      |
| 7     | Walter Davis      | USA  | 8,02      |
| 8     | Osbourne Moxey    | BAH  | 7,93      |

Finale: 29. August, 20:00 Uhr

### Dreisprung
| Platz | Athlet              | Land | Weite (m) |
| 1     | Christian Olsson    | SWE  | 17,72     |
| 2     | Yoandri Betanzos    | CUB  | 17,28     |
| 3     | Leevan Sands        | BAH  | 17,26     |
| 4     | Arnie David Giralt  | CUB  | 17,23     |
| 5     | Jadel Gregório      | BRA  | 17,11     |
| 6     | Kenta Bell          | USA  | 17,08     |
| 7     | Christos Meletoglou | GRE  | 16,92     |
| 8     | Andrew Owusu        | GHA  | 16,86     |

Finale: 25. August, 19:55 Uhr

### Kugelstoßen
| Platz | Athlet              | Land | Weite (m) |
| 1     | Andrej Michnewitsch | BLR  | 21,69     |
| 2     | Adam Nelson         | USA  | 21,26     |
| 3     | Jurij Bilonoh       | UKR  | 21,10     |
| 4     | Justin Anlezark     | AUS  | 20,61     |
| 5     | Ralf Bartels        | GER  | 20,50     |
| 6     | Tepa Reinikainen    | FIN  | 20,45     |
| 7     | Ville Tiisanoja     | FIN  | 20,09     |
| 8     | John Godina         | USA  | 19,84     |

Finale: 23. August, 19:25 Uhr
Doping:

Der US-Amerikaner Kevin Toth, der ursprünglich den vierten Platz belegt hatte, wurde wegen Dopingvergehens mittels Tetrahydrogestrinon und Modafinil disqualifiziert.

### Diskuswurf

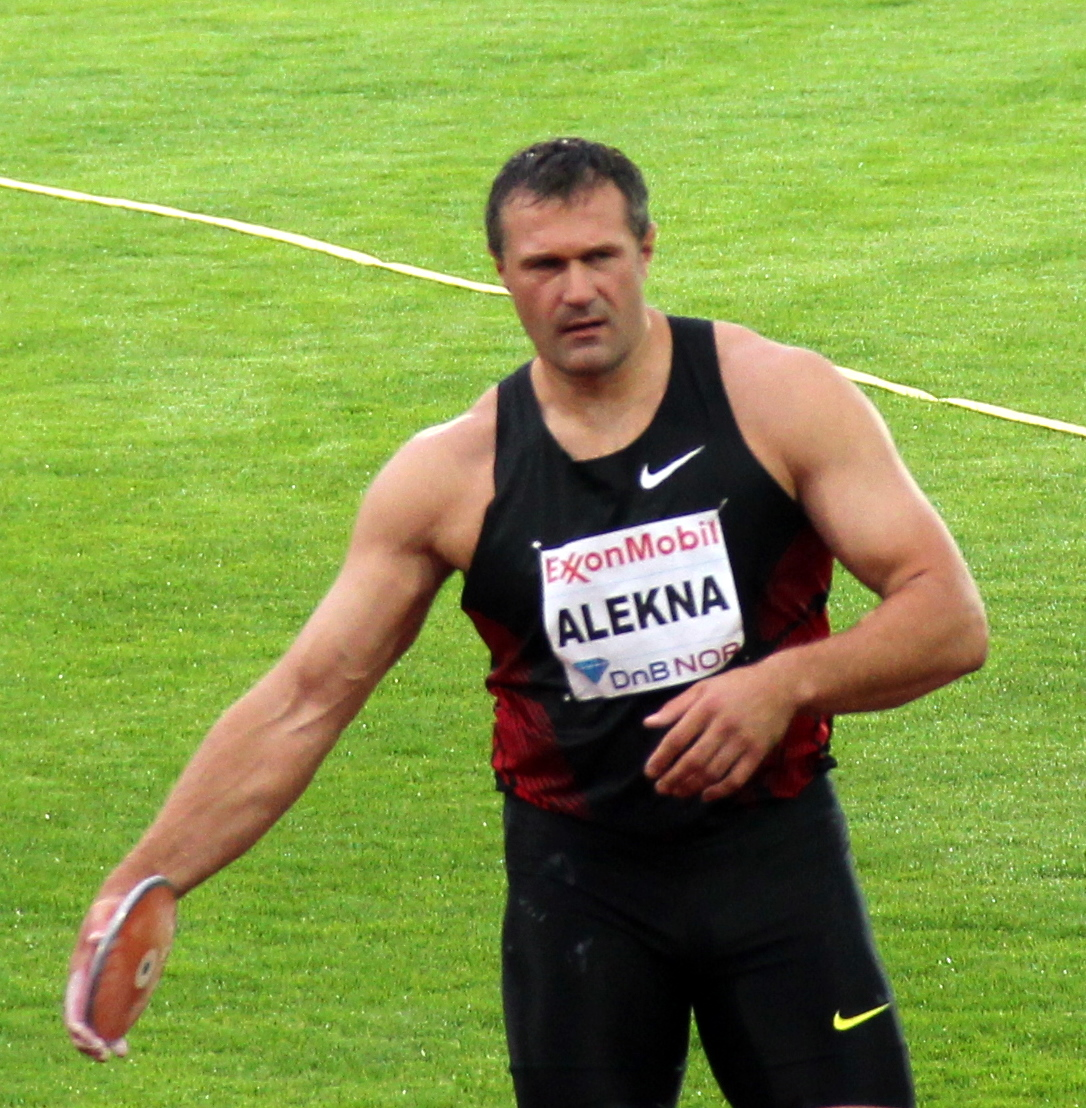
Weltmeister im Diskuswurf wurde der aktuelle Olympiasieger Virgilijus Alekna

| Platz | Athlet             | Land | Weite (m) |
| 1     | Virgilijus Alekna  | LTU  | 69,69     |
| 2     | Róbert Fazekas     | HUN  | 69,01     |
| 3     | Wassil Kapzjuch    | BLR  | 66,51     |
| 4     | Lars Riedel        | GER  | 66,28     |
| 5     | Michael Möllenbeck | GER  | 66,23     |
| 6     | Frantz Kruger      | RSA  | 65,26     |
| 7     | Aleksander Tammert | EST  | 64,50     |
| 8     | Mario Pestano      | ESP  | 64,39     |

Finale: 26. August, 19:50 Uhr

### Hammerwurf
| Platz | Athlet                   | Land | Weite (m) |
| 1     | Iwan Zichan              | BLR  | 83,05     |
| 2     | Adrián Annus             | HUN  | 80,36     |
| 3     | Kōji Murofushi           | JPN  | 80,12     |
| 4     | Andrij Skwaruk           | UKR  | 79,68     |
| 5     | Primož Kozmus            | SLO  | 79,68     |
| 6     | Ilja Konowalow           | RUS  | 78,55     |
| 7     | Wadsim Dsewjatouski      | BLR  | 78,13     |
| 8     | Alexandros Papadimitriou | GRE  | 77,79     |

Finale: 25. August, 18:00 Uhr

### Speerwurf
| Platz | Athlet            | Land | Weite (m) |
| 1     | Sergei Makarow    | RUS  | 85,44     |
| 2     | Andrus Värnik     | EST  | 85,17     |
| 3     | Boris Henry       | GER  | 84,74     |
| 4     | Jan Železný       | CZE  | 84,09     |
| 5     | Aki Parviainen    | FIN  | 83,05     |
| 6     | Christian Nicolay | GER  | 81,77     |
| 7     | Miroslav Guzdek   | CZE  | 81,40     |
| 8     | Peter Blank       | GER  | 80,31     |

Finale: 31. August, 16:50 Uhr

### Zehnkampf

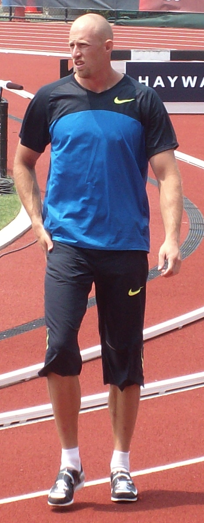
Der immer wieder von Verletzungen geplagte Tom Pappas wurde Weltmeister

| Platz | Athlet        | Land | Punkte  |
| 1     | Tom Pappas    | USA  | 8750    |
| 2     | Roman Šebrle  | CZE  | 8634    |
| 3     | Dmitri Karpow | KAZ  | 8374 NR |
| 4     | Tomáš Dvořák  | CZE  | 8242    |
| 5     | Laurent Hernu | FRA  | 8218    |
| 6     | Lew Lobodin   | RUS  | 8198    |
| 7     | Qi Haifeng    | CHN  | 8126 NR |
| 8     | André Niklaus | GER  | 8020    |

Datum: 26. und 27. August

## Resultate Frauen

### 100 m
| Platz | Athletin         | Land | Zeit (s) |
| 1     | Torri Edwards    | USA  | 10,93    |
| 2     | Chandra Sturrup  | BAH  | 11,02    |
| 3     | Ekaterini Thanou | GRE  | 11,03    |
| 4     | Christine Arron  | FRA  | 11,05    |
| 5     | Aleen Bailey     | JAM  | 11,07    |
| 6     | Gail Devers      | USA  | 11,11    |
| DOP   | Kelli White      | USA  |          |
| DOP   | Schanna Block    | UKR  |          |

Finale: 24. August, 19:45 Uhr
Wind: +0,9 m/s
Dieser Wettbewerb war von zwei Dopingfällen überschattet:

- Die zunächst siegreiche US-Amerikanerin Kelli White war mit Modafinil gedopt und wurde disqualifiziert. Ihre hier zunächst gewonnene Goldmedaille musste sie ebenso wie das Gold über 200 Meter zurückgeben.[8]
- Die zunächst drittplatzierte Ukrainerin Schanna Block, frühere Schanna Pintussewytsch, wurde nachträglich wegen Dopingvergehens disqualifiziert. Davon betroffen war auch ihr fünfter Rang über 200 Meter.[9]

### 200 m
| Platz | Athletin                    | Land | Zeit (s) |
| 1     | Anastassija Kapatschinskaja | RUS  | 22,38    |
| 2     | Torri Edwards               | USA  | 22,47    |
| 3     | Muriel Hurtis               | FRA  | 22,59    |
| 4     | Beverly McDonald            | JAM  | 22,95    |
| 5     | Natallja Safronnikawa       | BLR  | 22,98    |
| 6     | Anschela Krawtschenko       | UKR  | 23,00    |
| DOP   | Kelli White                 | USA  |          |
| DOP   | Schanna Block               | UKR  |          |

Finale: 28. August, 21:45 Uhr
Wind: −0,3 m/s
Dieser Wettbewerb war mit denselben Dopingfällen belastet wie der 100-Meter-Lauf:

- Die zunächst siegreiche US-Amerikanerin Kelli White war hier mit Modafinil gedopt und wurde disqualifiziert. Ihre hier zunächst gewonnene Goldmedaille musste sie ebenso wie das Gold über 100 Meter zurückgeben.[8]

- Die ursprünglich fünftplatzierte Ukrainerin Schanna Block wurde nachträglich wegen Dopingvergehens disqualifiziert.[9]

### 400 m

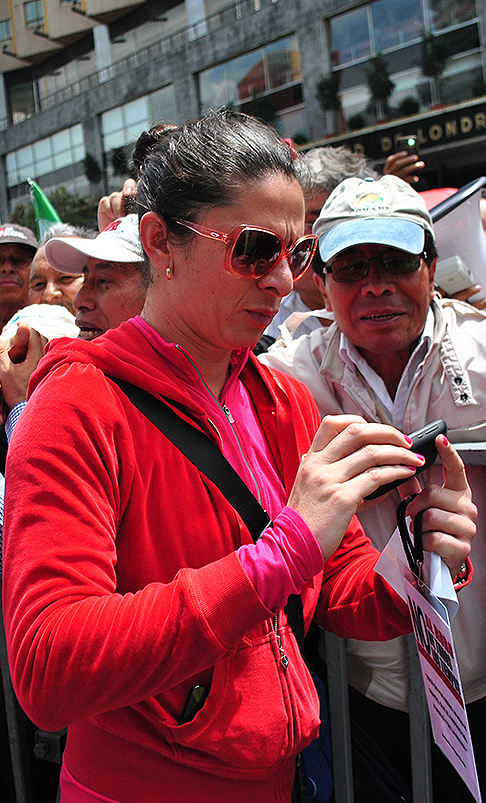
Ana Guevara – vor zwei Jahren WM-Dritte und nun Weltmeisterin

| Platz | Athletin           | Land | Zeit (s) |
| 1     | Ana Guevara        | MEX  | 48,89 WL |
| 2     | Lorraine Fenton    | JAM  | 49,43    |
| 3     | Amy Mbacké Thiam   | SEN  | 49,95    |
| 4     | Natalja Nasarowa   | RUS  | 49,98    |
| 5     | Tonique Williams   | BAH  | 50,38    |
| 6     | Olesja Sykina      | RUS  | 50,59    |
| 7     | Lee McConnell      | GBR  | 51,07    |
| 8     | Swetlana Pospelowa | RUS  | 51,30    |

Finale: 27. August, 21:50 Uhr

### 800 m
| Platz | Athletin                  | Land | Zeit (min) |
| 1     | Maria de Lurdes Mutola    | MOZ  | 1:59,89    |
| 2     | Kelly Holmes              | GBR  | 2:00,18    |
| 3     | Natalja Chruschtscheljowa | RUS  | 2:00,29    |
| 4     | Amina Aït Hammou          | MAR  | 2:01,09    |
| 5     | Claudia Gesell            | GER  | 2:01,84    |
| 6     | Diane Cummins             | CAN  | 2:02,48    |
| 7     | Akosua Serwaa             | GHA  | 2:03,24    |
| DNS   | Stephanie Graf            | AUT  |            |

Finale: 26. August, 20:50 Uhr

### 1500 m
| Platz | Athletin             | Land | Zeit (min) |
| 1     | Tatjana Tomaschowa   | RUS  | 3:58,52 CR |
| 2     | Süreyya Ayhan        | TUR  | 3:59,04    |
| 3     | Hayley Tullett       | GBR  | 3:59,95    |
| 4     | Jekaterina Rosenberg | RUS  | 4:00,59    |
| 5     | Jackline Maranga     | KEN  | 4:01,64    |
| 6     | Naomi Mugo           | KEN  | 4:02,33    |
| 7     | Daniela Jordanowa    | BUL  | 4:02,34    |
| 8     | Jelena Sadoroschnaja | RUS  | 4:02,46    |

Finale: 31. August, 18:20 Uhr
Doping:

Die im Halbfinale ausgeschiedene US-Amerikanerin Regina Jacobs wurde wegen eines positiven Tests auf das verbotene Mittel Tetrahydrogestrinon (THG) disqualifiziert.

### 5000 m

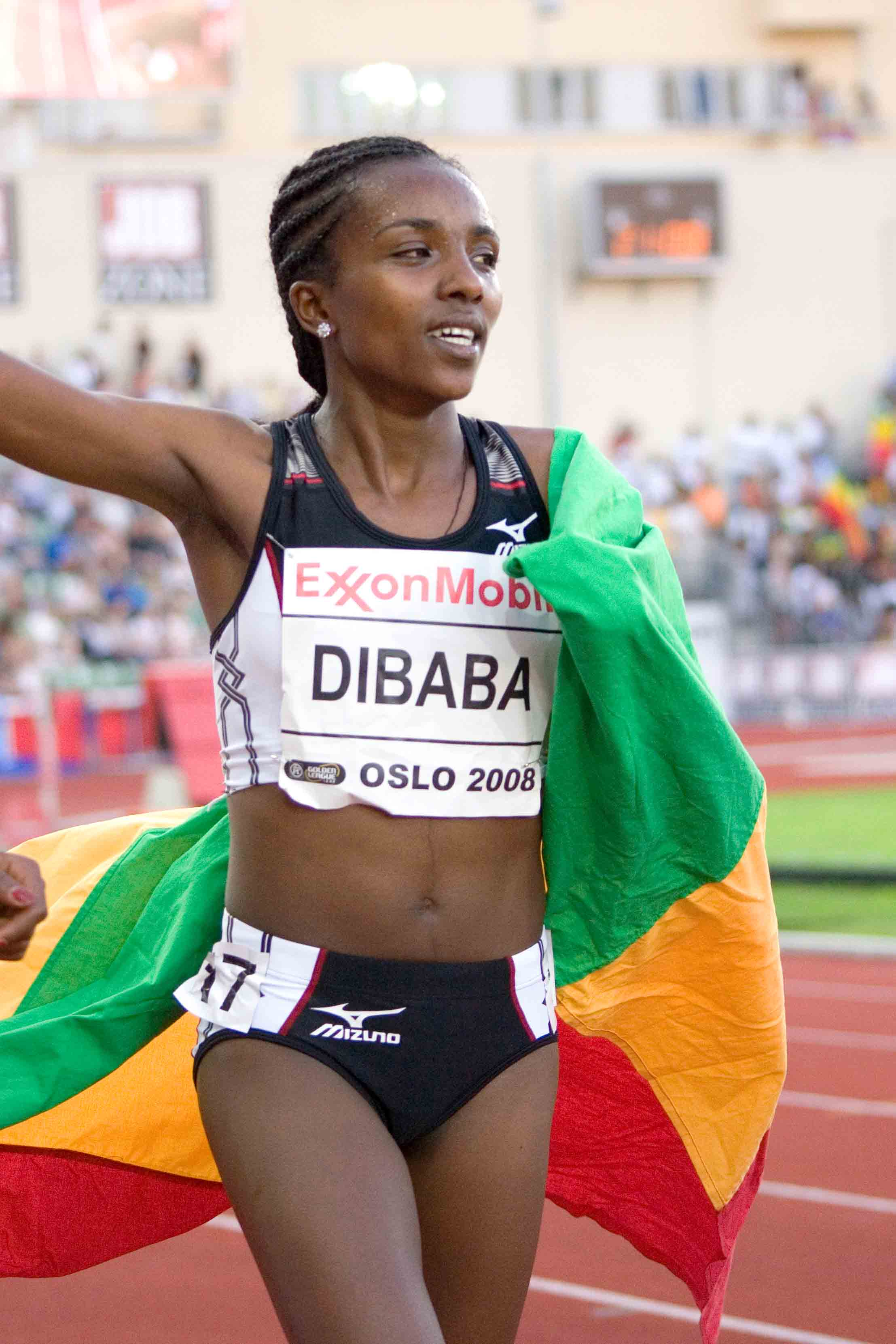
Tirunesh Dibaba – Titelträgerin über 5000 Meter

| Platz | Athletin             | Land | Zeit (min)  |
| 1     | Tirunesh Dibaba      | ETH  | 14:51,72    |
| 2     | Marta Domínguez      | ESP  | 14:52,26    |
| 3     | Edith Masai          | KEN  | 14:52,30    |
| 4     | Jelena Sadoroschnaja | RUS  | 14:52,36    |
| 5     | Elvan Abeylegesse    | TUR  | 14:53,36    |
| 6     | Isabella Ochichi     | KEN  | 14:54,08    |
| 7     | Gulnara Samitowa     | RUS  | 14:54,38    |
| 8     | Courtney Babcock     | CAN  | 14:54,98 NR |

Finale: 30. August, 18:35 Uhr

### 10.000 m
| Platz | Athletin          | Land | Zeit (min)  |
| 1     | Berhane Adere     | ETH  | 30:04,18 CR |
| 2     | Werknesh Kidane   | ETH  | 30:07,15    |
| 3     | Sun Yingjie       | CHN  | 30:07,20    |
| 4     | Lornah Kiplagat   | NED  | 30:12,53 NR |
| 5     | Alla Schiljajewa  | RUS  | 30:23,07 NR |
| 6     | Galina Bogomolowa | RUS  | 30:26,20    |
| 7     | Xing Huina        | CHN  | 30:31,55 WJ |
| 8     | Benita Johnson    | AUS  | 30:37,68 OZ |

Datum: 23. August, 20:15 Uhr

### Marathon
| Platz | Athletin          | Land | Zeit (h)   |
| 1     | Catherine Ndereba | KEN  | 2:23:55 CR |
| 2     | Mizuki Noguchi    | JPN  | 2:24:18    |
| 3     | Masako Chiba      | JPN  | 2:25:09    |
| 4     | Naoko Sakamoto    | JPN  | 2:25:25    |
| 5     | Ham Bong-sil      | PRK  | 2:25:31 NR |
| 6     | Elfenesh Alemu    | ETH  | 2:26:29    |
| 7     | Joyce Chepchumba  | KEN  | 2:26:33    |
| 8     | Olivera Jevtić    | SCG  | 2:26:49    |

Datum: 31. August, 14:20 Uhr

#### Marathon-Cup
| Platz | Land                | Athletinnen                                         | Zeit (h) |
| ----- | ------------------- | --------------------------------------------------- | -------- |
| 1     | Japan               | Mizuki Noguchi Masako Chiba Naoko Sakamoto          | 7:14:48  |
| 2     | Äthiopien           | Elfenesh Alemu Shitaye Gemechu Asha Gigi            | 7:24:56  |
| 3     | Russland            | Swetlana Sacharowa Viktoriya Klimina Larissa Sjusko | 7:31:04  |
| 4     | Nordkorea           | Ham Bong-Sil Ri Kum-Sil Kim Jong-Sun                | 7:31:51  |
| 5     | Spanien             | Beatriz Ros María Abel María Teresa Pulido          | 7:34:17  |
| 6     | Volksrepublik China | Zhang Shujing Li Helan Jin Li                       | 7:36:20  |
| 7     | Rumänien            | Nuța Olaru Luminița Talpoș Aurica Buia              | 7:38:17  |
| 8     | Frankreich          | Rakiya Maraoui Fatima Yvelain Zahia Dahmani         | 7:48:17  |

Datum: 31. August, 14:20 Uhr
Im Marathonlauf gab es zusätzlich auch eine Teamwertung. Es waren fünf Läuferinnen je Nation zugelassen, für die Wertung wurden die Zeiten der jeweils besten drei addiert. Der Wettbewerb zählte allerdings nicht zum offiziellen Medaillenspiegel.

### 100 m Hürden
| Platz | Athletin              | Land | Zeit (s) |
| 1     | Perdita Felicien      | CAN  | 12,53 NR |
| 2     | Brigitte Foster       | JAM  | 12,57    |
| 3     | Miesha McKelvy        | USA  | 12,67    |
| 4     | Glory Alozie          | ESP  | 12,75    |
| 5     | Aurelia Trywiańska    | POL  | 12,75    |
| 6     | Jenny Adams           | USA  | 12,77    |
| 7     | Patricia Girard       | FRA  | 12,83    |
| 8     | Lacena Golding-Clarke | JAM  | 12,87    |
| 9     | Vonette Dixon         | JAM  | 12,87    |

Finale: 27. August, 19:25 Uhr
Wind: −0,2 m/s

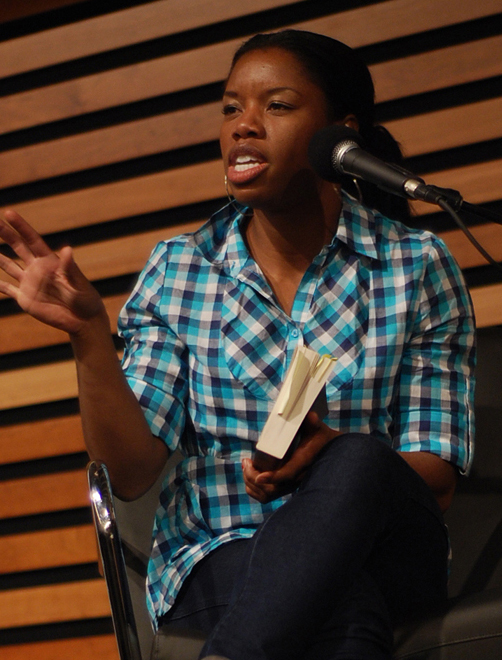
Perdita Felicien – Überraschungssiegerin mit kanadischem Rekord

Aufgrund einer Gleichplatziertheit von zwei Läuferinnen im Halbfinale waren im Endlauf neun Hürdensprinterinnen am Start.

### 400 m Hürden
| Platz | Athletin                       | Land | Zeit (s) |
| 1     | Jana Pittman                   | AUS  | 53,22    |
| 2     | Sandra Glover                  | USA  | 53,65    |
| 3     | Julija Petschonkina            | RUS  | 53,71    |
| 4     | Ionela Târlea                  | ROU  | 54,41    |
| 5     | Tetjana Tereschtschuk-Antipowa | UKR  | 54,61    |
| 6     | Andrea Blackett                | BAR  | 54,79    |
| 7     | Heike Meißner                  | GER  | 55,60    |
| 8     | Surita Febbraio                | RSA  | 55,90    |

Finale: 28. August, 22:00 Uhr

### 4 × 100 m Staffel
| Platz | Land        | Athletinnen | Zeit (s)    |
| 1     | Frankreich  | Patricia Girard Muriel Hurtis Sylviane Félix Christine Arron                                                       | 41,78 WL/NR |
| 2     | USA         | Angela Williams Chryste Gaines Inger Miller Torri Edwards (Finale) im Vorlauf außerdem: Lauryn Williams            | 41,83       |
| 3     | Russland    | Olga Fjodorowa Julija Tabakowa Marina Kislowa Larissa Kruglowa                                                     | 42,66       |
| 4     | Ukraine     | Tetjana Tkalitsch Anschela Krawtschenko Olena Pastuschenko-Sinjawina Oksana Kajdasch                               | 43,07       |
| 5     | Deutschland | Melanie Paschke Marion Wagner Sandra Möller Katja Wakan                                                            | 43,27       |
| 6     | Belgien     | Katleen De Caluwé Audry Rochtus Elodie Ouédraogo Kim Gevaert                                                       | 43,45       |
| 7     | Belarus     | Julija Neszjarenka Aksana Drahun Alena Neumjarschyzkaja Natallja Safronnikawa                                      | 43,47       |
| DNF   | Jamaika     | Vonette Dixon (Finale) Elva Goulbourne Beverly McDonald Brigitte Foster im Vorlauf außerdem: Lacena Golding-Clarke |             |

Finale: 30. August, 19:45 Uhr

### 4 × 400 m Staffel
| Platz | Land           | Athletinnen | Zeit (min)                                   |
| 1     | USA            | Me’Lisa Barber Demetria Washington (Finale) Jearl Miles Clark Sanya Richards im Vorlauf außerdem: DeeDee Trotter                                                | 3:22,63 WL                                   |
| 2     | Russland       | Olesja Sykina Julija Petschonkina (Finale) Anastassija Kapatschinskaja (Finale) Natalja Nasarowa im Vorlauf außerdem: Swetlana Pospelowa Swetlana Gontscharenko | 3:22,91                                      |
| 3     | Jamaika        | Sandie Richards Allison Beckford Ronetta Smith Lorraine Fenton (Finale) im Vorlauf außerdem: Michelle Burgher                                                   | 3:22,92                                      |
| 4     | Deutschland    | Claudia Marx Birgit Rockmeier Claudia Hoffmann Grit Breuer | 3:26,25                                      |
| 5     | Polen          | Monika Bejnar Małgorzata Pskit (Finale) Anna Jesień Grażyna Prokopek im Vorlauf außerdem: Anna Pacholak                                                         | 3:26,64                                      |
| 6     | Großbritannien | Lee McConnell Jennifer Meadows Catherine Murphy Tasha Danvers (Finale) im Vorlauf außerdem: Helen Karagounis                                                    | 3:26,67                                      |
| 7     | Kamerun        | Mireille Nguimgo Carole Kaboud Mebam Delphine Atangana Hortense Béwouda                                                                                         | 3:27,08 NR                                   |
| DSQ   | Senegal        | Fatou Bintou Fall Mame Tacko Diouf Aminata Diouf Amy Mbacké Thiam                                                                                               | IAAF Rule 170.20 Aufstellungs-/Wechselfehler |

Finale: 31. August, 19:10 Uhr

### 20 km Gehen
| Platz | Athletin              | Land | Zeit (h)   |
| 1     | Jelena Nikolajewa     | RUS  | 1:26:52 CR |
| 2     | Gillian O’Sullivan    | IRL  | 1:27:34    |
| 3     | Waljanzina Zybulskaja | BLR  | 1:28:10 NR |
| 4     | Tatjana Gudkowa       | RUS  | 1:28:53    |
| 5     | Claudia Ștef          | ROU  | 1:29:09    |
| 6     | Rossella Giordano     | ITA  | 1:29:14    |
| 7     | Athanasia Tsoumeleka  | GRE  | 1:29:34 NR |
| 8     | Melanie Seeger        | GER  | 1:29:44 DR |

Datum: 24. August, 09:30 Uhr

### Hochsprung
| Platz | Athletin               | Land | Höhe (m) |
| 1     | Hestrie Cloete         | RSA  | 2,06 WL  |
| 2     | Marina Kupzowa         | RUS  | 2,00     |
| 3     | Kajsa Bergqvist        | SWE  | 2,00     |
| 4     | Wenelina Wenewa        | BUL  | 1,98     |
| 5     | Wita Palamar           | UKR  | 1,95     |
| 6     | Anna Tschitscherowa    | RUS  | 1,95     |
| 7     | Blanka Vlašić          | CRO  | 1,95     |
| 8     | Juana Rosario Arrendel | DOM  | 1,95     |

Finale: 31. August, 16:45 Uhr

### Stabhochsprung
| Platz | Athletin           | Land | Höhe (m) |
| 1     | Swetlana Feofanowa | RUS  | 4,75 CRe |
| 2     | Annika Becker      | GER  | 4,70     |
| 3     | Jelena Issinbajewa | RUS  | 4,65     |
| 4     | Monika Pyrek       | POL  | 4,55     |
| 4     | Stacy Dragila      | USA  | 4,55     |
| 6     | Yvonne Buschbaum   | GER  | 4,50     |
| 7     | Anna Rogowska      | POL  | 4,45     |
| 8     | Jelena Beljakowa   | RUS  | 4,45     |

Finale: 25. August, 18:30 Uhr

### Weitsprung
| Platz | Athletin          | Land | Weite (m) |
| 1     | Eunice Barber     | FRA  | 6,99      |
| 2     | Tatjana Kotowa    | RUS  | 6,74      |
| 3     | Anju Bobby George | IND  | 6,70      |
| 4     | Jade Johnson      | GBR  | 6,63      |
| 5     | Olga Rubljowa     | RUS  | 6,58      |
| 6     | Tünde Vaszi       | HUN  | 6,53      |
| 7     | Bronwyn Thompson  | AUS  | 6,48      |
| 8     | Grace Upshaw      | USA  | 6,47      |

Finale: 30. August, 18:05 Uhr

### Dreisprung
| Platz | Athletin               | Land | Weite (m) |
| 1     | Tatjana Lebedewa       | RUS  | 15,18     |
| 2     | Françoise Mbango Etone | CMR  | 15,05 AF  |
| 3     | Magdelín Martínez      | ITA  | 14,90 NR  |
| 4     | Anna Pjatych           | RUS  | 14,72     |
| 5     | Mabel Gay              | CUB  | 14,52     |
| 6     | Barbara Lah            | ITA  | 14,38     |
| 7     | Olena Howorowa         | UKR  | 14,38     |
| 8     | Chrysopigi Devetzi     | GRE  | 14,34     |

Finale: 26. August, 19:30 Uhr

### Kugelstoßen
| Platz | Athletin            | Land | Weite (m) |
| 1     | Swetlana Kriweljowa | RUS  | 20,63     |
| 2     | Nadseja Astaptschuk | BLR  | 20,12     |
| 3     | Wita Pawlysch       | UKR  | 20,08     |
| 4     | Irina Korschanenko  | RUS  | 19,17     |
| 5     | Valerie Vili        | NZL  | 18,65     |
| 6     | Krystyna Zabawska   | POL  | 18,62     |
| 7     | Nadine Kleinert     | GER  | 18,48     |
| 8     | Assunta Legnante    | ITA  | 18,28     |

Finale: 27. August, 18:55 Uhr

### Diskuswurf

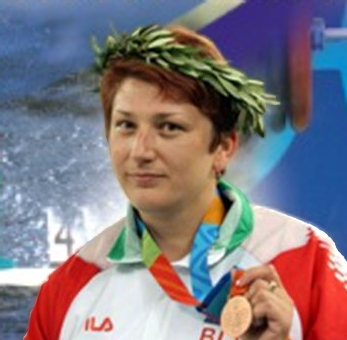
Im Alter von 37 Jahren wurde Iryna Jattschanka die bislang älteste Siegerin bei Leichtathletik-Weltmeisterschaften

| Platz | Athletin            | Land | Weite (m) |
| 1     | Iryna Jattschanka   | BLR  | 67,32     |
| 2     | Anastasia Kelesidou | GRE  | 67,14     |
| 3     | Ekaterini Vongoli   | GRE  | 66,73     |
| 4     | Olena Antonowa      | UKR  | 65,90     |
| 5     | Věra Pospíšilová    | CZE  | 65,55     |
| 6     | Natalja Sadowa      | RUS  | 65,22     |
| 7     | Song Aimin          | CHN  | 63,84     |
| 8     | Anna Söderberg      | SWE  | 61,61     |

Finale: 25. August, 20:35 Uhr

### Hammerwurf
| Platz | Athletin           | Land | Weite (m) |
| 1     | Yipsi Moreno       | CUB  | 73,33     |
| 2     | Olga Kusenkowa     | RUS  | 71,71     |
| 3     | Manuela Montebrun  | FRA  | 70,92     |
| 4     | Gu Yuan            | CHN  | 70,77     |
| 5     | Susanne Keil       | GER  | 69,43     |
| 6     | Mihaela Melinte    | ROU  | 68,69     |
| 7     | Anna Mahon         | USA  | 68,45     |
| 8     | Kamila Skolimowska | POL  | 68,39     |

Finale: 28. August, 20:45 Uhr
Doping:

Der zunächst zwölftplatzierten US-Amerikanerin Melissa Price wurde ein Verstoß gegen die Dopingregeln mittels Tetrahydrogestrinon (THG) nachgewiesen. Ihr Resultat wurde annulliert und sie erhielt eine zweijährige Sperre.

### Speerwurf
| Platz | Athletin            | Land | Weite (m) |
| 1     | Mirela Manjani      | GRE  | 66,52 WL  |
| 2     | Tatjana Schikolenko | RUS  | 63,28     |
| 3     | Steffi Nerius       | GER  | 62,70     |
| 4     | Mikaela Ingberg     | FIN  | 62,20     |
| 5     | Osleidys Menéndez   | CUB  | 62,19     |
| 6     | Sonia Bisset        | CUB  | 60,17     |
| 7     | Claudia Coslovich   | ITA  | 59,64     |
| 8     | Laverne Eve         | BAH  | 59,60     |

Finale: 30. August, 16:40 Uhr

### Siebenkampf

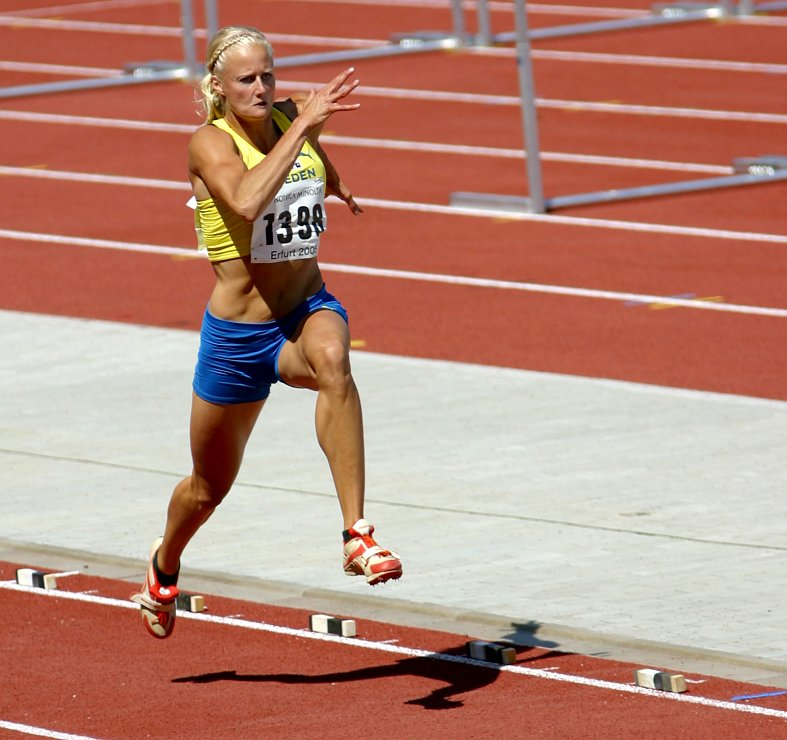
Weltmeisterin Carolina Klüft sollte den Siebenkampf in den nächsten Jahren dominieren

| Platz | Athletin              | Land | Punkte     |
| 1     | Carolina Klüft        | SWE  | 7001 WL/NR |
| 2     | Eunice Barber         | FRA  | 6755       |
| 3     | Natallja Sasanowitsch | BLR  | 6524       |
| 4     | Jelena Prochorowa     | RUS  | 6452       |
| 5     | Denise Lewis          | GBR  | 6254       |
| 6     | Gertrud Bacher        | ITA  | 6166       |
| 7     | Larissa Netšeporuk    | EST  | 6154       |
| 8     | Sonja Kesselschläger  | GER  | 6134       |

Datum: 23. und 24. August